# Quercus skinneri
Quercus skinneri är en bokväxtart som beskrevs av George Bentham. Quercus skinneri ingår i släktet ekar, och familjen bokväxter. IUCN kategoriserar arten globalt som sårbar. Inga underarter finns listade i Catalogue of Life.

## Bildgalleri

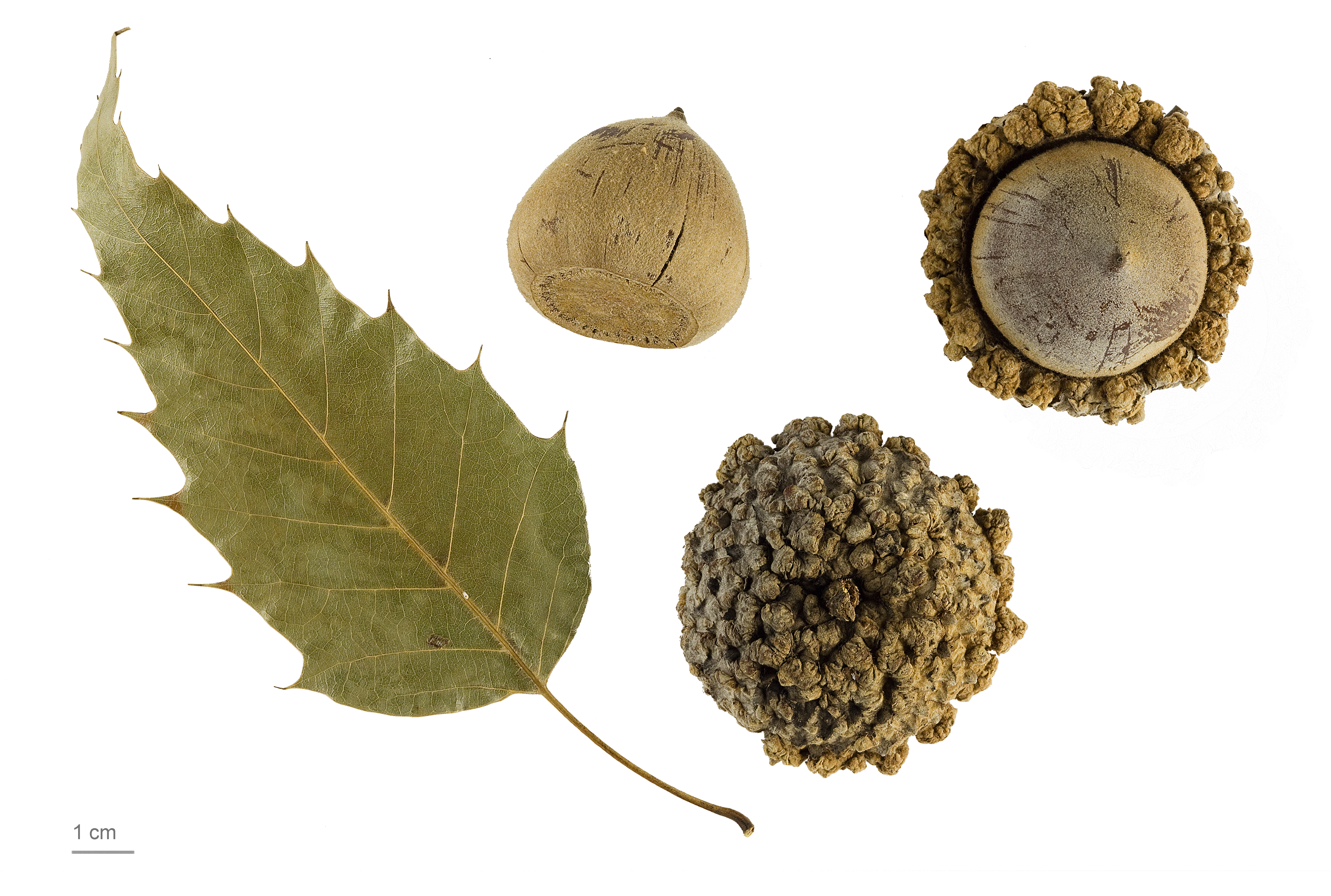